# Іллічівець-2
«Іллічі́вець-2» — український футбольний клуб з міста Маріуполя Донецької області, фарм-клуб маріупольського «Іллічівця», що існував у 1996—2017 роках.

## Історія
Колишні назви: «Металург-2» (1996–2002)
Заснований 26 липня 1996 року під назвою «Металург-2», як фарм-клуб маріупольського «Металурга», після того як головна команда вийшла до першої ліги.
2000 року клуб був заявлений до другої ліги, де і виступав з сезону 2000/01.
17 грудня 2002 року команда разом із головним клубом змінила назву на «Іллічівець-2» .
У сезоні 2005/06 команда здобула найкращий результат в своїй історії, посівши друге місце в групі В другої ліги. За регламентом до першої ліги виходили команди, що посіли перші місця в кожній з груп, а також найкраща серед команд, що посіли другі місця в групах. Маріупольська команда стала найгіршою серед других команд і тому не підвищилася у класі.
Улітку 2012 року, після того як УПЛ вирішила організувати юнацький турнір, «Іллічівець-2» знявся зі змагань після дванадцяти сезонів у найнижчому українському професійному дивізіоні.
2015 року перша команда «Іллічівця» вилетіла з Прем'єр-ліги, але команда (U-19) продовжила виступи у юнацькому чемпіонаті під егідою УПЛ. Проте з сезону 2016/17 маріупольці перестали грати в чемпіонаті U-19, тому в червні 2016 року команда «Іллічівець-2» була відновлена і заявлена до Другої ліги. Кістяк команди склали гравці розформованої юнацької команди. Тренувати другий приазовский колектив також продовжили фахівці, які раніше працювали з юніорською командою: старший тренер Олександр Волков та його асистенти Андрій Пилипенко і Михайло Федунов.

### Розформування
Клуб було розформовано після сезону 2016—2017. У зв'язку з виходом «Іллічівця», який було перейменовано на ФК «Маріуполь», до прем'єр-ліги, клуб зобов'язаний був зареєструватися для участі у Молодіжній першості та Юнацькому чемпіонаті. Відповідно, кістяк команди «Іллічівець-2» було перевдено до складу команд U-21 та U-19 клубу «Маріуполь».

## Попередні емблеми клубу

Колишня емблема
Колишня емблема

## Статистика виступів
| Сезон   | Ліга                                                   | М                                                      | І                                                      | В                                                      | Н                                                      | П                                                      | ГЗ                                                     | ГП                                                     | О                                                      | Кубок України[3]                                       | Єврокубки                                              | Єврокубки                                              | Примітка                                               |
| ------- | ------------------------------------------------------ | ------------------------------------------------------ | ------------------------------------------------------ | ------------------------------------------------------ | ------------------------------------------------------ | ------------------------------------------------------ | ------------------------------------------------------ | ------------------------------------------------------ | ------------------------------------------------------ | ------------------------------------------------------ | ------------------------------------------------------ | ------------------------------------------------------ | ------------------------------------------------------ |
| 2000–01 | Друга «В»                                              | 13                                                     | 30                                                     | 9                                                      | 7                                                      | 14                                                     | 32                                                     | 47                                                     | 34                                                     | 1/16 фіналу Кубку Другої ліги                          |                                                        |                                                        | як Металург-2                                          |
| 2001–02 | Друга «В»                                              | 14                                                     | 34                                                     | 8                                                      | 10                                                     | 16                                                     | 43                                                     | 59                                                     | 34                                                     |                                                        |                                                        |                                                        | як Металург-2                                          |
| 2002–03 | Друга «В»                                              | 11                                                     | 28                                                     | 9                                                      | 3                                                      | 16                                                     | 24                                                     | 42                                                     | 30                                                     |                                                        |                                                        |                                                        |                                                        |
| 2003–04 | Друга «В»                                              | 9                                                      | 30                                                     | 11                                                     | 9                                                      | 10                                                     | 38                                                     | 40                                                     | 42                                                     |                                                        |                                                        |                                                        |                                                        |
| 2004–05 | Друга «В»                                              | 5                                                      | 28                                                     | 13                                                     | 4                                                      | 11                                                     | 49                                                     | 27                                                     | 43                                                     |                                                        |                                                        |                                                        |                                                        |
| 2005–06 | Друга «В»                                              | 2                                                      | 24                                                     | 15                                                     | 1                                                      | 8                                                      | 43                                                     | 22                                                     | 46                                                     |                                                        |                                                        |                                                        |                                                        |
| 2006–07 | Друга «Б»                                              | 4                                                      | 28                                                     | 17                                                     | 3                                                      | 8                                                      | 36                                                     | 35                                                     | 54                                                     |                                                        |                                                        |                                                        |                                                        |
| 2007–08 | Друга «Б»                                              | 10                                                     | 34                                                     | 12                                                     | 8                                                      | 14                                                     | 43                                                     | 62                                                     | 44                                                     |                                                        |                                                        |                                                        |                                                        |
| 2008–09 | Друга «Б»                                              | 10                                                     | 34                                                     | 12                                                     | 8                                                      | 14                                                     | 40                                                     | 50                                                     | 44                                                     |                                                        |                                                        |                                                        |                                                        |
| 2009–10 | Друга «Б»                                              | 12                                                     | 26                                                     | 4                                                      | 3                                                      | 19                                                     | 16                                                     | 40                                                     | 15                                                     |                                                        |                                                        |                                                        |                                                        |
| 2010–11 | Друга «Б»                                              | 8                                                      | 22                                                     | 9                                                      | 0                                                      | 13                                                     | 20                                                     | 37                                                     | 27                                                     |                                                        |                                                        |                                                        |                                                        |
| 2011–12 | Друга «Б»                                              | 13                                                     | 26                                                     | 5                                                      | 2                                                      | 19                                                     | 25                                                     | 47                                                     | 17                                                     |                                                        |                                                        |                                                        | Знявся                                                 |
| 2012–15 | Молодіжний чемпіонат України з футболу та команда U-19 | Молодіжний чемпіонат України з футболу та команда U-19 | Молодіжний чемпіонат України з футболу та команда U-19 | Молодіжний чемпіонат України з футболу та команда U-19 | Молодіжний чемпіонат України з футболу та команда U-19 | Молодіжний чемпіонат України з футболу та команда U-19 | Молодіжний чемпіонат України з футболу та команда U-19 | Молодіжний чемпіонат України з футболу та команда U-19 | Молодіжний чемпіонат України з футболу та команда U-19 | Молодіжний чемпіонат України з футболу та команда U-19 | Молодіжний чемпіонат України з футболу та команда U-19 | Молодіжний чемпіонат України з футболу та команда U-19 | Молодіжний чемпіонат України з футболу та команда U-19 |
| 2016–17 | Друга                                                  | 12                                                     | 32                                                     | 11                                                     | 1                                                      | 20                                                     | 42                                                     | 56                                                     | 34                                                     |                                                        |                                                        |                                                        |                                                        |
| 2017–18 | Молодіжний чемпіонат України з футболу та команда U-19 | Молодіжний чемпіонат України з футболу та команда U-19 | Молодіжний чемпіонат України з футболу та команда U-19 | Молодіжний чемпіонат України з футболу та команда U-19 | Молодіжний чемпіонат України з футболу та команда U-19 | Молодіжний чемпіонат України з футболу та команда U-19 | Молодіжний чемпіонат України з футболу та команда U-19 | Молодіжний чемпіонат України з футболу та команда U-19 | Молодіжний чемпіонат України з футболу та команда U-19 | Молодіжний чемпіонат України з футболу та команда U-19 | Молодіжний чемпіонат України з футболу та команда U-19 | Молодіжний чемпіонат України з футболу та команда U-19 | Молодіжний чемпіонат України з футболу та команда U-19 |